# Cuộc đụng độ Pakrac
Cuộc đụng độ Pakrac, còn được biết đến ở Croatia là Trận Pakrac (tiếng Croatia: Bitka za Pakrac), là một cuộc giao tranh không đổ máu diễn ra ở Pakrac vào tháng 3 năm 1991. Đây là kết quả của sự gia tăng căng thẳng sắc tộc ở Croatia trong thời kỳ Nam Tư tan rã, và cũng là một trong những đợt bùng phát bạo lực nghiêm trọng đầu tiên trong cuộc chiến mà sau này được gọi là Chiến tranh giành độc lập Croatia.
Đụng độ nổ ra sau khi người Serb chiếm đồn cảnh sát địa phương, tòa nhà thành phố và tấn công các quan chức Croatia. Chính phủ Croatia đã thực hiện một cuộc phản công chống lại phe nổi dậy, cử lực lượng đặc nhiệm của Bộ Nội vụ để thiết lập lại quyền kiểm soát. Giữa hai bên đã nổ ra giao tranh. Bất chấp nỗ lực can thiệp của Quân đội Quốc gia Nam Tư (Jugoslovenska Narodna Armija - JNA), chính phủ Croatia đã giành lại quyền kiểm soát Pakrac. Sau khi gặp bế tắc, cả hai bên đã đạt được thỏa thuận rút lực lượng đặc nhiệm và lực lượng JNA, khôi phục Pakrac  quay trở về tình trạng trước khi người Serb cố gắng giành chính quyền.

## Bối cảnh
Năm 1990, sau bầu cử quốc hội Croatia, căng thẳng sắc tộc giữa người Croat và người Serb trở nên tồi tệ hơn. Quân đội Nhân dân Nam Tư (Jugoslovenska Narodna Armija – JNA) đã tước vũ khí của Lực lượng Phòng thủ Lãnh thổ Croatia (Teritorijalna obrana – TO) để giảm thiểu khả năng kháng cự. Vào ngày 17 tháng 8 năm 1990, căng thẳng leo thang đã thành một cuộc nổi dậy của người Serb ở Croatia. Cuộc nổi dậy tập trung ở các khu vực người Serb chiếm đa số ở Dalmatia, xung quanh thành phố Knin, và ở các khu vực Lika, Kordun, Banovina và miền đông Croatia. Người Serbia ở Croatia thành lập Hội đồng Quốc gia Serbia vào tháng 7 năm 1990 để phối hợp phản đối chính sách theo đuổi độc lập của Tổng thống Croatia Franjo Tuđman. Milan Babić, một nha sĩ đến từ thị trấn phía nam Knin, được bầu làm chủ tịch và cảnh sát trưởng Milan Martić của Knin đã thành lập lực lượng dân quân bán quân sự. Họ sau này trở thành nhà lãnh đạo chính trị và quân sự của Cộng hòa Serbia Krajina (RSK), một nhà nước tự xưng bao gồm các khu vực người Serb sinh sống ở Croatia.
Vào đầu năm 1991, Croatia không có quân đội chính quy. Để tăng cường khả năng phòng thủ, Croatia đã tăng gấp đôi nhân viên cảnh sát lên khoảng 20.000 người. Lực lượng hiệu quả nhất là 3.000 cảnh sát đặc nhiệm trong mười hai tiểu đoàn theo tổ chức quân sự. Ngoài ra còn có 9.000–10.000 cảnh sát dự bị được tổ chức theo khu vực, được chia thành 16 tiểu đoàn và 10 đại đội nhưng thiếu vũ khí. Theo điều tra dân số năm 1991 của Croatia, người Serb là nhóm dân tộc lớn nhất ở Pakrac (46,4%), theo sau đó mới là người Croat (35,8%). Chính trị gia Đảng Dân chủ Serb Veljko Džakula đã trở thành nhà lãnh đạo chính trị của người Serbia ở tây Slavonia. Ông có quan điểm rằng người Serb nên ly khai khỏi Croatia.
Vào ngày 22 tháng 2, hội đồng thành phố do Džakula kiểm soát đã bỏ phiếu để tham gia Oblast tự trị người Serb Krajina (sau đó được đổi tên thành RSK) và giao Sở cảnh sát Pakrac cho Bộ Nội vụ Krajina quản lý. Cuộc bỏ phiếu đã bị hủy bỏ bởi Tòa án Hiến pháp của Croatia vào ngày 28 tháng 2.

## Diến biến
Vào tháng 2 năm 1991, Babić và Martić chỉ đạo quân đội người Serb tiếp quản đồn cảnh sát và các tòa nhà thành phố. Vào ngày 1 tháng 3, Lực lượng người Serb sau đó tước vũ khí của 16 cảnh sát người Croat địa phương, đồng thời phỉ báng và đe dọa các quan chức Croatia. Cảnh sát ở Pakrac do Jovo Vezmar đứng đầu, một người đứng về phía Babić và Martić.
Đáp lại, Tổng thống Tuđman đã ra lệnh cho Bộ Nội vụ Croatia khôi phục quyền kiểm soát của chính phủ. Vào lúc 04:30 ngày 2 tháng 3 năm 1991, nhóm đầu tiên của lực lượng cảnh sát đặc nhiệm Croatia gồm 200 người tiến vào Pakrac. Một đại đội cảnh sát đặc nhiệm Omega, được điều động từ Bjelovar, đi qua làng Badljevina, nơi họ được một số người Croat đi theo hỗ trợ, tiến về Pakrac. Lực lượng này đã loại bỏ một chiến lũy dựng nên bên ngoài Pakrac và giành lại được đồn cảnh sát mà không có sự kháng cự nào. Vài giờ sau, lực lượng do Vezmar chỉ huy đã nổ súng vào đồn cảnh sát từ một ngọn đồi gần đó. Ngay sau đó, đơn vị cảnh sát đặc nhiệm thứ hai, Đơn vị chống khủng bố Lučko từ Zagreb, có mặt. Vezmar rút lui về phía đông về phía các làng Šeovica và Bučje trên núi Psunj. Cảnh sát đặc nhiệm, do Marko Lukić và Mladen Markač chỉ huy, đã bắt giữ 180 người Serb nổi dậy, trong đó có 32 cảnh sát, mà không bên nào bị thương. Stjepan Kupsjak sau đó thay thế Vezmar làm cảnh sát trưởng Pakrac.
Hành động của Croatia dẫn đến sự can thiệp từ chính phủ Liên bang Nam Tư. Borisav Jović, đại diện của Serbia trong Đoàn chủ tịch Nam Tư, đã ủng hộ đề xuất của Bộ trưởng Quốc phòng Nam Tư Veljko Kadijević điều động JNA. Mười xe tăng JNA đầu tiên đến Pakrac vào tối ngày 1 tháng 3 và chiếm giữ các vị trí ở nhiều khu vực khác nhau của Pakrac; hầu hết gần bệnh viện. Chiều hôm sau, một đơn vị JNA bổ sung do Milan Čeleketić chỉ huy đã đến Pakrac, chiếm các vị trí gần với nơi cảnh sát đặc nhiệm Croatia đóng quân. Čeleketić đang hành động theo lệnh của Jevrem Cokić, chỉ huy của Quân đoàn 32. Cokić ủy quyền triển khai ba đại đội của tiểu đoàn thiết giáp thuộc Lữ đoàn cơ giới hóa 265 đóng tại Bjelovar.
Sự xuất hiện của xe tăng JNA đến quá muộn để ngăn cảnh sát đặc nhiệm Croatia chiếm lại Pakrac. Tuy nhiên, điều này khiến lực lượng Serb còn lại bắt đầu bắn vào Pakrac từ những ngọn đồi xung quanh. Các phát súng đã trúng vào một chiếc xe cảnh sát đang tuần tra. Cảnh sát bắn trả lại trong khi nhóm này rút lui về phía JNA đóng quân, và JNA đã bắn trả lại xe cảnh sát. Vụ nổ súng kết thúc khi đại diện của Croatia trong Đoàn chủ tịch Nam Tư Stjepan Mesić và Đại tá JNA Aleksandar Vasiljević đạt được thỏa thuận rằng lực lượng cảnh sát sẽ được phép duy trì quyền kiểm soát. JNA đã lên kế hoạch giành lại quyền kiểm soát Pakrac bằng vũ lực. Cuộc tấn công có mật danh Pakrac-91 đã bị hủy bỏ khi nhà chức trách Croatia đồng ý rút lực lượng cảnh sát đặc nhiệm vào tối 3 tháng 3. JNA rút khỏi Pakrac theo quyết định của Đoàn Chủ tịch Nam Tư, bỏ hướng tiếp cận phía bắc Pakrac vào ngày 12 tháng 3 và rút lui hoàn toàn bảy ngày sau đó.

## Kết quả
Thỏa thuận rút lực lượng cảnh sát đặc nhiệm và JNA phần lớn khôi phục status quo ante bellum. 17 trong số 32 cảnh sát bị bắt đã trở lại làm việc vào ngày 5 tháng 3. Các cáo buộc sau này đã được đệ trình chống lại 5 người, bao gồm cả Vezmar. Vụ việc có ý nghĩa lâu dài vì đây là cuộc giao tranh nghiêm trọng đầu tiên mà sau này trở thành Chiến tranh giành độc lập Croatia—một cuộc chiến tranh toàn diện giữa Croatia và lực lượng người Serb được Serbia và JNA hỗ trợ. Chính phủ Serbia sử dụng cuộc đụng độ Pakrac để củng cố tuyên truyền dân tộc chủ nghĩa rằng Croatia đang phạm tội diệt chủng đối với người Serb. Các phương tiện truyền thông của Serbia và Montenegro đã đưa tin lên tới 40 người chết vì cuộc đụng độ. Như một dấu hiệu cho thấy việc đưa tin nhầm lẫn và không chính xác, nhật báo Večernje novosti đã đưa tin trên trang nhất rằng vị linh mục Chính thống giáo Pakrac đã bị giết, trên trang thứ hai là bị thương, và trên trang thứ ba có in lời tuyên bố của ông. Đoàn Chủ tịch Nam Tư cuối cùng đã đưa ra một tuyên bố rằng không ai thiệt mạng ở Pakrac.
Tại Serbia, Đảng Xã hội cầm quyền (SPS), do Slobodan Milošević lãnh đạo, đã lên án hành động của cảnh sát Croatia là "một cuộc tấn công tàn bạo của chính phủ Croatia vào người dân Pakrac [sử dụng] các phương pháp bạo lực và phát xít" - một tuyên bố đã được đăng bởi Đài Truyền hình Beograd. SPS kêu gọi người Serb tham gia "các cuộc biểu tình phản đối hành vi bạo lực của chính phủ HDZ của Croatia". Milošević đã sử dụng cuộc đụng độ Pakrac để yêu cầu JNA được phép buộc giải giáp Croatia. Yêu cầu, cụ thể là yêu cầu trao quyền hạn thời chiến cho JNA và ban hành tình trạng khẩn cấp, được đưa ra thông qua Kadijević tại một phiên họp của Đoàn Chủ tịch từ ngày 11 đến ngày 15 tháng 5, nhưng bị từ chối. Milošević tuyên bố rằng ông không còn công nhận thẩm quyền của Đoàn Chủ tịch.
Sự can thiệp của cảnh sát đã khiến các nhà lãnh đạo người Serb ở Okučani thúc giục người dân địa phương dựng rào chắn xung quanh thị trấn để ngăn chặn một cuộc can thiệp khác — cho biết rằng lực lượng cảnh sát Croatia đang di chuyển đến từ Kutina và Novska. Các chướng ngại vật được canh bởi những người dân thường có vũ trang. Tại Pakrac, khoảng 500 người biểu tình Serb đã tập trung trước tòa nhà thị chính để yêu cầu dỡ bỏ quốc kỳ của Croatia.

## Chú giải
1. ↑  Liên minh dân chủ Croatia, Hrvatska demokratska zajednica

## Trích dẫn
1. 1 2  The New York Times ngày 3 tháng 3 năm 1991.
2. ↑  The New York Times ngày 4 tháng 3 năm 1991.
3. ↑  Hoare 2010, tr. 117.
4. ↑  Hoare 2010, tr. 118.
5. ↑  The New York Times ngày 19 tháng 8 năm 1990.
6. ↑  ICTY ngày 12 tháng 6 năm 2007.
7. ↑  Repe 2009, tr. 141–142.
8. ↑  CIA 2002, tr. 86.
9. ↑  Miškulin 2011, tr. 356–357.
10. ↑  Miškulin 2011, tr. 362.
11. ↑  Miškulin 2011, tr. 365.
12. ↑  Miškulin 2011, tr. 377.
13. ↑  Miškulin 2011, tr. 378.
14. 1 2 3 4 5 6 7 8  Ramet 2006, tr. 384–385.
15. ↑  Repe 2009, tr. 141.
16. 1 2  Glas Slavonije ngày 20 tháng 2 năm 2013.
17. ↑  Karaula 2007, tr. 14.
18. 1 2  Miškulin 2011, tr. 379.
19. 1 2  Miškulin 2011, tr. 384.
20. ↑  Degoricija 2008, tr. 155.
21. ↑  Miškulin 2011, tr. 379–380.
22. ↑  Miškulin 2011, tr. 382.
23. ↑  Miškulin 2011, tr. 381.
24. ↑  Karaula 2007, tr. 13.
25. 1 2  Miškulin 2011, tr. 380.
26. ↑  Miškulin 2011, tr. 382–383.
27. ↑  Ahrens 2007, tr. 113.
28. 1 2  Miškulin 2011, tr. 383.
29. ↑  Kurspahić 2003, tr. 72.
30. ↑  Gordy 2010, tr. 38, gc 37.
31. 1 2  Kaufman 2001, tr. 189–190.
32. ↑  Mesić 2004, tr. 51–55.
33. ↑  Miškulin 2011, tr. 380–381.